# Houzee! (Pratchett)
Hoezee! (Engels: Jingo) is het eenentwintigste boek uit de Schijfwereldreeks van de Britse fantasyschrijver Terry Pratchett. De opkomst van een voormalig verdronken eiland en de strijd om de macht daarover zijn geïnspireerd op het echte eiland Ferdinandea. De titel refereert aan houzee en de meerdere gebruiken daar.